# Букреев, Юрий Дмитриевич
Юрий Дмитриевич Букреев (род. 19 мая 1941 года, с. Вторая Алексеевка, Курская область) — советский и российский военачальник, генерал-полковник (18.12.1991). 

## Биография
Из крестьянской семьи. Русский. Во время Великой Отечественной войны, спасаясь от оккупации, семья перебралась в Воронежскую область. В 1946 году семья переехала в Алма-Ату, там окончил среднюю школу.
В Вооружённых Силах СССР с 1960 года. Был призван на срочную службу, рядовой в учебном танковом полку в Туркестанском военном округе. Окончил экстерном Ташкентское танковое училище имени маршала бронетанковых войск П. С. Рыбалко. Командир танкового взвода и роты в Туркестанском военном округе (город Термез).
Окончил Военную академию бронетанковых войск имени Маршала Советского Союза Р. Я. Малиновского в 1973 году. 
С 1973 года служил в Группе советских войск в Германии: заместитель командира и командир танкового полка, начальник штаба мотострелковой дивизии. 
С 1980 года — командир 172-й мотострелковой Павлоградской дивизии в Киевском военном округе (Конотоп).
Окончил Военную академию Генерального штаба Вооружённых Сил СССР имени К. Е. Ворошилова в 1985 году с золотой медалью. 
С 1985 года — первый заместитель командующего армией в Дальневосточном военном округе. С января 1987 года — командующий 51-й общевойсковой армией Дальневосточного военного округа (штаб в Южно-Сахалинске). Это уникальное соединение обеспечивало безопасность от внешних угроз на огромной территории (Сахалин, Курильские острова, полуостров Камчатка, Чукотский полуостров), многие её соединения готовились к боевым действиям в условиях полной автономности. С марта 1989 года — начальник штаба — первый заместитель командующего войсками Туркестанского военного округа. С октября 1991 года — начальник Главного штаба Сухопутных войск — первый заместитель Главнокомандующего Сухопутными войсками.
После расформирования Главного командования Сухопутных войск в январе 1998 года назначен исполняющим обязанности начальника вновь образованного Главного управления Сухопутных войск Вооружённых Сил Российской Федерации. С 9 мая 1998 года — начальник Главного управления Сухопутных войск Вооружённых Сил Российской Федерации. С 27 октября 1998 года должность именовалась «начальник Главного управления Сухопутных войск — заместитель начальника Генерального штаба Вооружённых Сил Российской Федерации по Сухопутным войскам». По оценкам военных специалистов, например, генерала армии Н. В. Кормильцева, много сделал для сохранения потенциала поспешно расформированного Главкомата Сухопутных войск и его скорейшего восстановления в 2001 году.
Уволен из Вооружённых Сил в отставку по возрасту в июле 2001 года.
Живёт в Москве. Работает председателем правления ассоциации «Мегапир». 
Член Координационного совета при Председателе Совета Федерации Федерального Собрания Российской Федерации по социальной защите военнослужащих, сотрудников правоохранительных органов и членов их семей. Член Центрального совета по делам ветеранов при Минобороны России. Активно занимается общественной работой, критиковал непродуманные решения высшего военного руководства, особенно Министра обороны А. Э. Сердюкова.
Награждён орденом «За военные заслуги» (Российская Федерация), орденами Красной Звезды и «Знак Почёта» (СССР), медалями.